# Anna av Bysans
Anna av Bysans, född omkring 955, död 1015, drottning (egentligen storfurstinna) av Kievriket, prinsessa av Bysans, dotter till kejsare Romanos II av Bysans och kejsarinnan Teofano.
Anna av Bysans giftes 989 mot sin vilja bort med storfurst Vladimir I av Kiev. Då hon lämnade Konstantinopel ska hon ha sagt att hon hellre hade dött. Äktenskapet mellan Anna och Vladimir ledde till att Kievriket och Ryssland kristnades, eftersom Vladimir lät döpa sig och antog den ortodoxa kristendomen vid giftermålet.
Trots att Vladimir hade titeln storfurste, inte kung, blev Anna troligen på grund av sin kejserliga bakgrund allmänt kallad tsaritsa, drottning, i stället för storfurstinna som var hennes verkliga titel. Anna deltog aktivt i kristnandet av Ryssland. Hon fungerade som Vladimirs rådgivare i religiösa angelägenheter och grundade själv ett antal kyrkor och kloster. Det finns inte bekräftat att någon av Vladimirs barn hade Anna som mor.